# Джаффе, Элейн Саркин
Элейн Саркин Джаффе (англ. Elaine Sarkin Jaffe, родилась в августе 1943 года) — старший исследователь Национального института онкологии в США (NCI) в Национальных институтах здравоохранения (NIH), наиболее известная своим вкладом в гематопатологию. Она закончила медицинское образование в Корнеллском университете и Университете Пенсильвании, получив степень доктора медицины в Пенсильванском университете в 1969 году. После стажировки в Джорджтаунском университете она присоединилась к NCI в качестве резидента в области анатомической патологии и с 1974 года работала старшим исследователем, специализируясь на классификации и определении лимфом. Ранние работы Джаффе помогли глубже понять происхождение лимфом, особенно фолликулярной лимфомы. Её команда заметно прояснила разницу между Т-клеточными и В-клеточными лимфомами.
Результаты её лаборатории привели к разработке Классификации ВОЗ опухолей кроветворной и лимфоидной тканей. Джаффе была президентом Общества гематопатологов в то время, когда в 1994 году была разработана пересмотренная Европейско-американская классификация лимфоидных новообразований ВОЗ (REAL); система классификации REAL теперь считается золотым стандартом в гематопатологии. Сегодня её исследования включают генетические и эпигенетические исследования, направленные на понимание того, как В-клетки становятся клетками лимфомы Ходжкина, особенно через призму микросреды. Исследования Джаффе привели к усовершенствованию методов лечения рака, включая методы лечения конкретных заболеваний, и улучшили клинические результаты.

## Ранние годы и развитие карьеры
Элейн Джаффе — дочь украинских иммигрантов, бежавших из России во время Первой мировой войны. В детстве в Уайт-Плейнс, штат Нью-Йорк, Джаффе тянуло к наукам, особенно к астрономии и геологии. В интервью она заявляет: «Я влюбилась в биологию и в старшей школе решила, что собираюсь стать врачом». Она получила степень бакалавра в Корнельском университете и закончила медицинское образование в Университете Пенсильвании в конце 1960-х годов, где она была одной из пяти женщин в классе из более чем 100 студентов-медиков.
На втором году обучения в медицинской школе она познакомилась и вышла замуж за своего мужа Майкла Эвана Джаффе, который тогда был студентом юридического факультета. У Джаффе и её мужа двое сыновей, Грег — отмеченный наградами журналист The Washington Post, в прошлом репортёр The Wall Street Journal — и Калеб — профессор права юридического факультета Университета Вирджинии, бывший директор офиса Южного центра экологического права в Шарлоттсвилле, Виргиния.
Джаффе, её муж и первый ребенок переехали в Вашингтон, округ Колумбия, где родился второй сын Джаффе. Джаффе поступила в ординатуру Джорджтаунского университета и работала в основном в области патологической анатомии. Через год в Джорджтауне Джаффе поступила в резидентуру NCI. Ранние исследования Джаффе в NCI помогли заменить чисто описательные классификации классификациями, основанными на иммунологии, что помогло в процессе разработки, ведущего к современным методам лечения заболеваний. Джаффе и её коллеги-исследователи из NCI показали, что красные кровяные тельца, покрытые антителом, и эритроцит-антитело-комплемент (EAC) прикрепляются к участкам B-клеток, доказывая, что это лимфоциты, происходящие из лимфоидных фолликулов.

## Награды и почести
Джаффе работала в редакционных советах журналов The American Journal of Pathology, The American Journal of Surgical Pathology, крови, исследований рака и современной патологии. Она также была президентом Общества гематопатологов, Академии патологии США и Канады (USCAP) (с 1998 по 1999 год). В 1993 году Джаффе был избран членом Американской ассоциации содействия развитию науки (AAAS). В 2005 году она была председателем секции медицинских наук AAAS, а в 2007 году она была вторым лектором Аниты Робертс в NIH. Джаффе считается одним из самых цитируемых исследователей клинической медицины по версии Science Watch и входила в десятку лучших в онкологии с 1981 по 1998 год. Она является избранным членом Медицинской академии США.

### Награды
- Служба общественного здравоохранения США:[8]
  - Почётная медаль службы общественного здравоохранения[англ.], 1979
  - Медаль за заслуги перед общественным здравоохранением[англ.], 1984
  - Медаль за выдающиеся заслуги в сфере общественного здравоохранения[англ.], 1988
  - Медаль за выдающиеся заслуги в общей хирургии[англ.], 1993
  - Благодарность Службы общественного здравоохранения, 1997
- Награда Фреда Стюарта[англ.] Мемориального онкологического центра имени Слоуна — Кеттеринга[8]
- Премия Ф.К. Мостофи за выдающиеся заслуги от Академии патологии США и Канады[англ.], 2003[8]
- Награда «Выдающийся клинический педагог» от комитета стипендиатов NIH[8]
- Премия «Выдающийся наставник» Национального института онкологии, 2011[8]
- Докторская степень Honoris causa Барселонского университета, 2008[8]
- Премия Чугая за выдающиеся достижения в наставничестве и стипендия от Американского общества следственной патологии[англ.][8]
- Медаль Генри М. Страттона Американского общества гематологов[англ.], 2013